# Théâtre d'ombres
Ombres chinoises

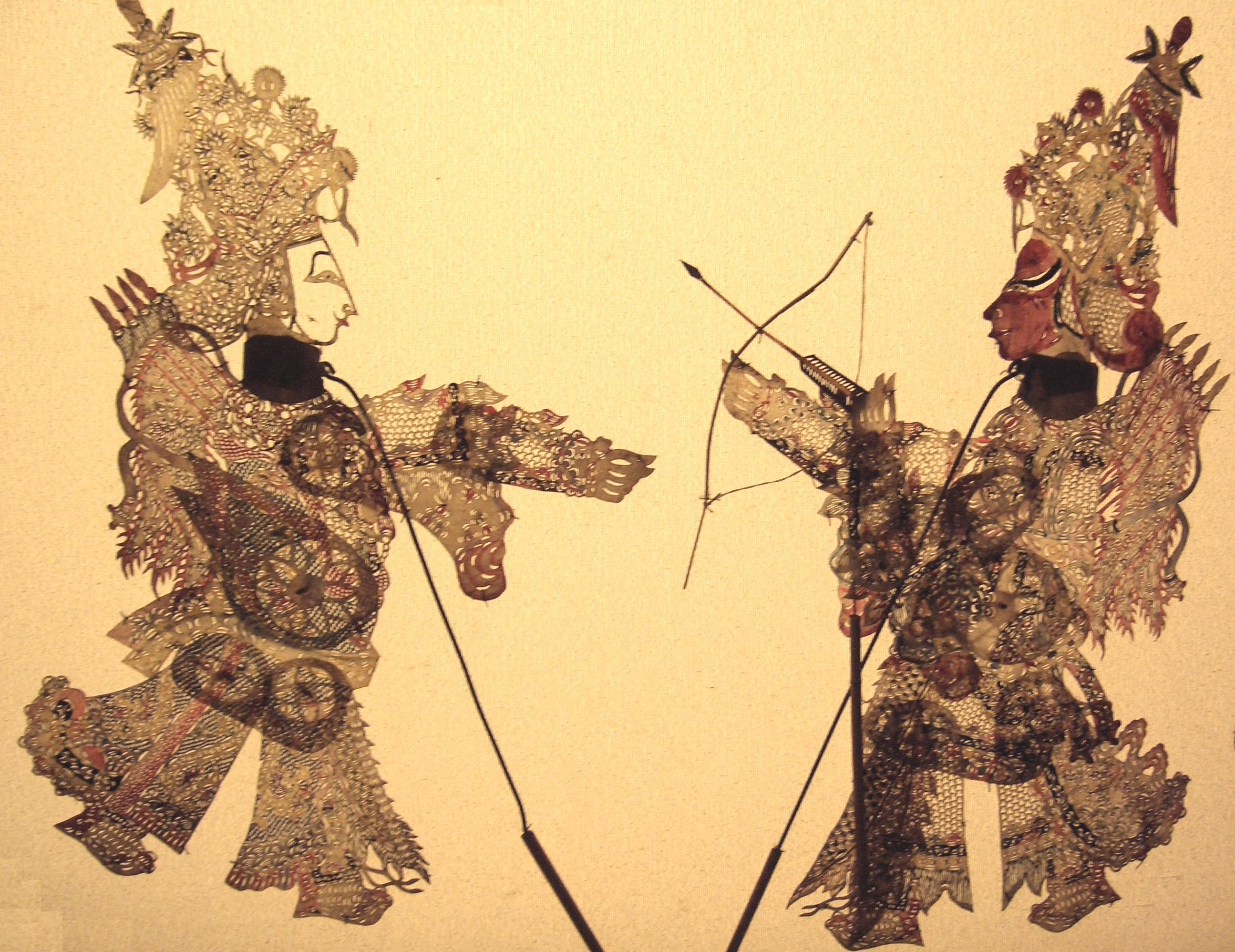
Personnages d'un théâtre d'ombres chinoises.

Le théâtre d'ombres consiste à projeter sur un écran, formé par un cadre en bois et des feuilles de papier ou un drap, des ombres produites par des silhouettes découpées et montées sur des baguettes, des silhouettes d'acteurs, des jeux de mains, que l'on interpose dans le faisceau lumineux qui éclaire l'écran. Il est possible de jouer avec ce faisceau lumineux, en ajoutant des couleurs ou en y variant l'intensité. Les plus connues sont probablement les ombres chinoises Pi ying et les wayang kulit d'Indonésie. 
Dans le langage courant, on utilise d'ailleurs souvent l'expression ombres chinoises pour désigner le théâtre d'ombre. Il s'agit d'élaborer un théâtre pratique, commode et transportable ; au-delà de la projection de silhouettes, le théâtre d'ombres est un art complexe qui fait intervenir différentes performances comme l'esthétique visuelle et l'animation d'une part, et d'autre part la musique, la déclamation et le chant.

## Historique

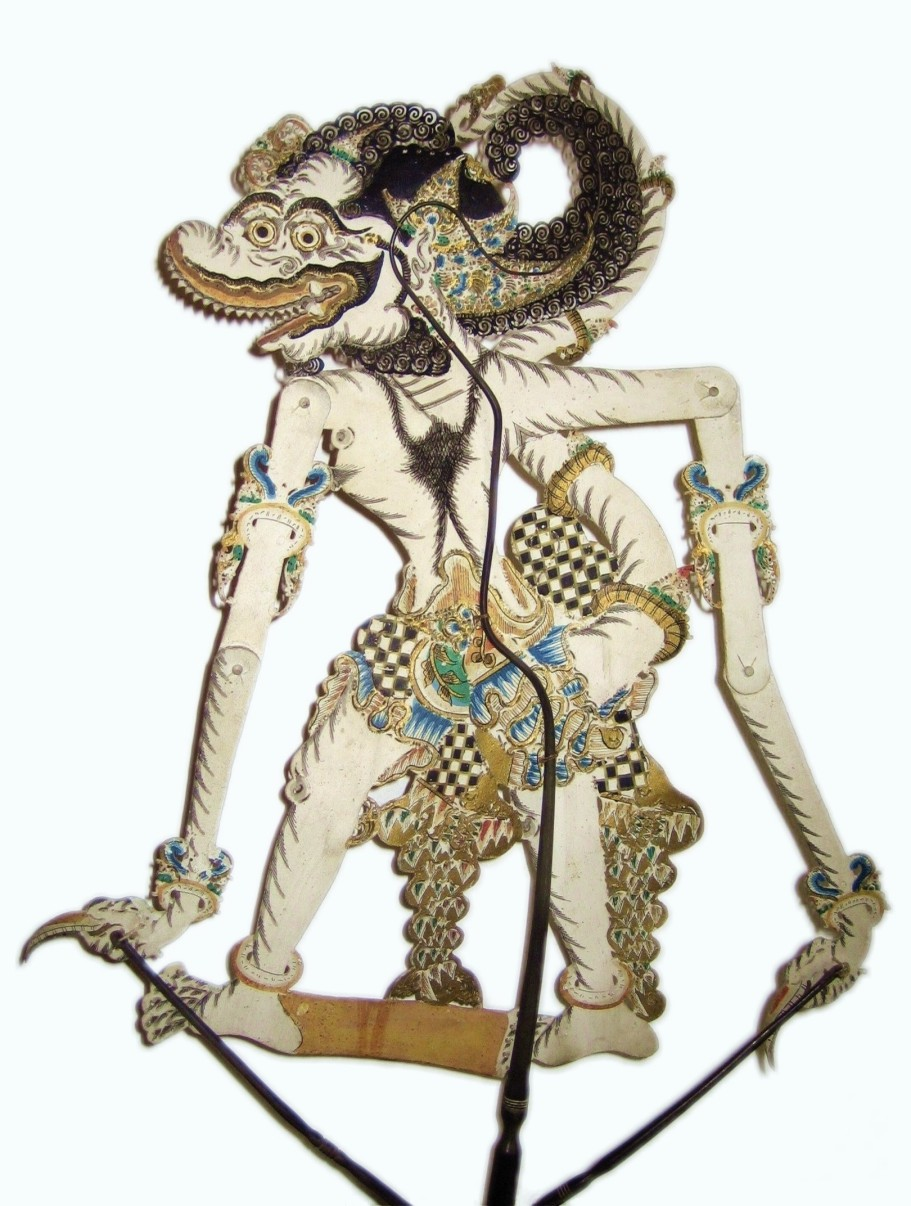
Marionnette wayang kulit d'Asie du Sud-Est.

Tout comme sa cousine la marionnette dont ils partagent la même structure (le castelet), le théâtre d'ombres a des origines très anciennes. La tradition fait de l'Inde ou de la Chine son lieu de naissance (la fameuse « ombre chinoise »). C'est de là qu'à la faveur des grandes migrations il aurait gagné le Proche-Orient pour ensuite arriver en Europe.
Utilisé d'abord à des fins religieuses (évoquer l'âme des morts) et d'exorcisme, il est rapidement devenu une forme particulièrement séduisante de spectacle populaire, mettant en scène aussi bien de grands poèmes épiques que des satires politiques ou grivoises, comme le célèbre Karagöz de Turquie par exemple.
La tradition du théâtre d'ombres est encore vivace en Asie (Chine, Cambodge, Thaïlande, Malaisie, Java, Bali), le Karaghiosis en Grèce et le Karagöz en Turquie, et dans une plus faible mesure en Europe occidentale ou en Amérique du Nord au Québec grâce à des compagnies comme le Théâtre de la Pire Espèce à Montréal.

## Asie

### Cambodge
L’apparition du théâtre d’ombre dans ce pays remonte à plus d’un millénaire.
Il existe deux types de théâtres traditionnels qui sont d’origine indienne :
Le Sbeik Touch qui signifie « le petit cuir ». Il appartient à la culture khmère et raconte des histoires de la vie quotidienne, de la condition humaine (théâtre comique et parodique). C’est un art populaire joué dans les quartiers (qui remonte au IXe siècle), composé de deux parties : un scénario et de l’improvisation pour la première, une création in situ pour la seconde. Ce théâtre commençait à la tombée de la nuit et finissait au lever du soleil.
Le Sbeik Thom qui signifie « le grand cuir ». Il est constitué de grandes silhouettes non amovibles et était joué à la cour. Elles représentent  les divinités du Reamker (en), la version khmère du Rāmāyana. C’est un théâtre dansé qui se joue à la fois devant ou derrière l’écran. On a des dialogues entre les ombres derrière et des acteurs devant.
Ces deux théâtres avaient été interdits pendant le régime des Khmers rouges.
« Le Sbek Thom, théâtre d’ombres khmer » a été inscrit par l'UNESCO en 2008 sur la liste représentative du patrimoine culturel immatériel de l’humanité,.

### Chine

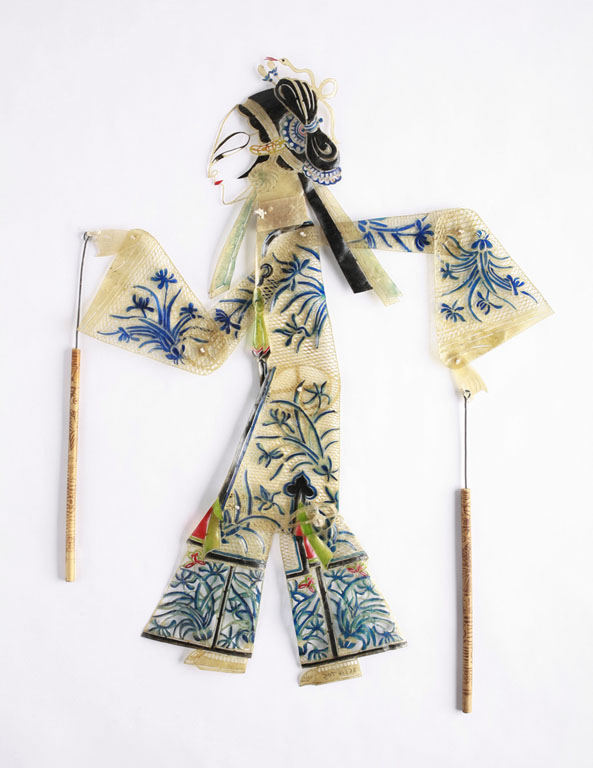
Une marionnette Hai Lu ombre de la Han peuples de la Chine. XXe siècle. Dans la collection du Children's Museum of Indianapolis.

La Chine est réputée pour être le berceau du théâtre d'ombres.
En effet, les documents les plus anciens attestant de cette forme de spectacle nous viennent de ce pays. Dans l'ouvrage Ombres et Silhouettes d'Hetty Paërl, Jack Botermans et Pieter van Delft, on cite un document datant de 121 avant Jésus Christ et d'autres du XIe siècle. D'autres sources (Les théâtres d'ombres de Denis Bordat, Théâtres d'ombres de Stathis Damianakos) vont dans le même sens.
Les figurines chinoises mesurent environ trente centimètres de hauteur et sont composées de 8 à 12 pièces différentes. Elles sont en cuir finement découpé et mis en couleur. Les têtes des personnages sont amovibles et permettent donc de mettre en place des changements vestimentaires pour les marionnettes. Elles offrent un contraste saisissant selon qu'elles sont projetées (colorées, lumineuses) ou non (ternes et sans attrait).
Les figurines sont projetées sur un écran composé d'une toile et éclairé par une lampe à huile. Un petit orchestre vient appuyer la mise en scène par un accompagnement musical souvent de nature rock.
Le répertoire ancien reprenait des légendes traditionnelles ou religieuses, des drames ayant eu lieu entre des dieux, des histoires magiques… Aujourd'hui, les pièces sont tirées essentiellement du folklore local.

### Inde
- Togalu Gombeyaata (Karnataka)
- Tholu Bommalata (Andhra Pradesh), Théâtre d'ombres d'Andhra Pradesh (en)
- Tholpavakoothu (en) (Kerala)
- Chamadyache bahulya (de) (Maharashtra)

### Syrie
Le théâtre d'ombres syrien est inscrit sur la liste du patrimoine immatériel nécessitant une sauvegarde urgente le 28 novembre 2018.

### Thaïlande

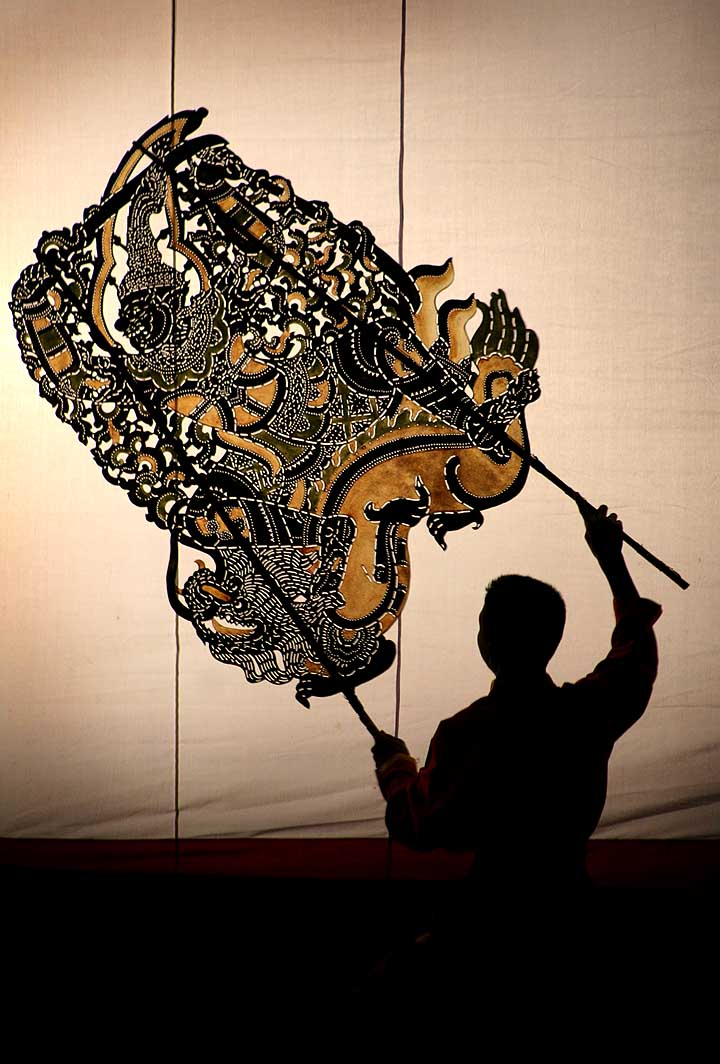
Théâtre d'ombres de la Thaïlande (Nang Yai)

Au sein de la culture dramatique thaïlandaise, se distinguent plusieurs sortes de théâtre. 
Depuis la période d'Ayutthaya (1350-1767) se sont créés quatre styles différents de théâtre : le Khon et le Lakhon avec des acteurs costumés et  deux théâtres de marionnettes, le Nang Talung et le Nang yai.
Le Nang Yai est un théâtre d'ombres populaire du centre de la Thaïlande, où de grands personnages (marionnettes) sont projetés sur un écran blanc et manipulés par des acteurs cachés en dessous de l'écran. Les marionnettes appelées Hun sont manipulées par en dessous. Leurs mouvements sont à l'origine des danses dans les théâtres Khon et Lakhon.
Proche du Nang Yai, mais situé dans le sud de la Thaïlande, le Nang Talung, possède des marionnettes plus petites, dont certaines parties du corps sont mobiles (jambes, bras, bouche…). Les manipulateurs, acteurs et chanteurs, cachés du public, donnent par leurs chants et leur talent d'acteur, aux représentations un tempo saisissant.

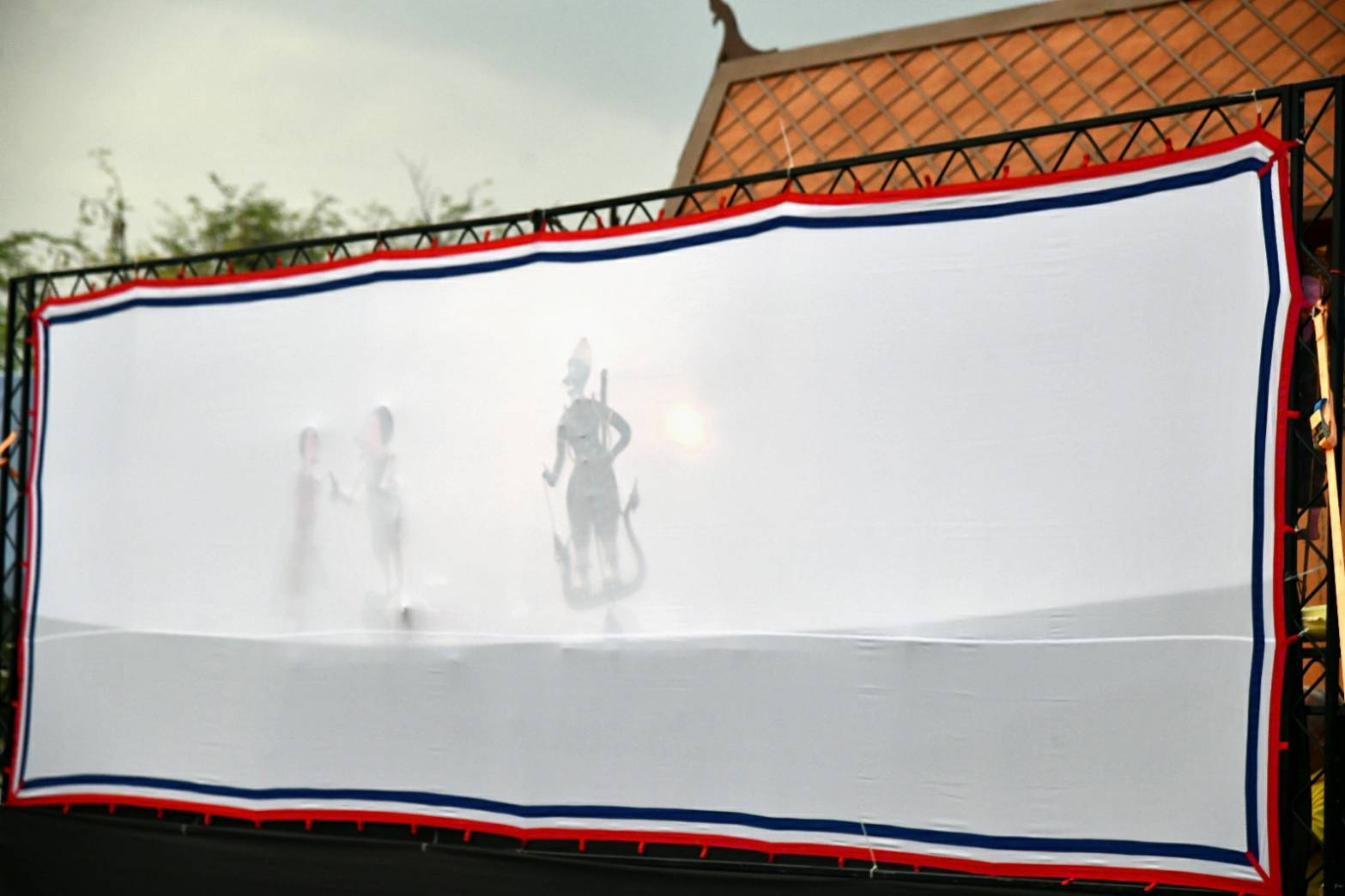
Nang Talung

### Iran
On trouve du théâtre d'ombres mentionné dans la poésie iranienne dès le IXe siècle ainsi que dans des récits de voyages du XVIe siècle. L'aspect visuel étant simplifié, une grande place est accordée à la voix ainsi qu'au travail auditif.
On y trouve par exemple le spectacle kheymeh shab bazi, qui était à l'origine un spectacle d'ombres, à l'ambiance joyeuse et légère. La dimension vocale et sonore y contribuaient beaucoup, ce qui fait que l'écoute était un élément central. Yassaman Khajehi, maître de conférences en Études théâtrales dit : "Moins qu'on ne voit les corps, on les entend".

## Europe

### Espagne
Le théâtre d'ombre est popularisé à la fin du XIXe siècle par le cabaret Els Quatre Gats, situé dans le quartier gothique de Barcelone. Fondé par Pere Romeu, Ramon Casas et Santiago Rusiñol en 1897, lieu central du modernisme catalan, le café est fréquenté par l'élite intellectuelle et artistique de l'époque, comme Pablo Picasso.

### France
Différentes sources citent le théâtre d'ombres de Dominique Séraphin véritable fondateur en France des ombres chinoises. Installé à Versailles en 1772 il divertit plusieurs fois la famille royale. L'idée d'un théâtre d'ombres lui serait venue par un théâtre enfantin dirigé par Audinot. Le succès, provoqué par l'intérêt pour les ombres comme par différents patronages de différents personnages influents comme l'abbé de l'Epée, le prince de Condé, André Chénier, René Just Haüy, Lavoisier ou encore Buffon, provoque l'ouverture d'un théâtre d'ombres au Palais Royal dans la galerie de Pierre le 10 septembre 1784.
À la fin du XIXe siècle et début du XXe siècle, le théâtre d'ombres connut un grand succès au cabaret du Chat Noir, animé par le catalan Pere Romeu avec des artistes comme Henri Rivière et Caran d'Ache. De véritables petits chefs-d'œuvre furent donnés comme La Tentation de Saint-Antoine ou La Marche à l'étoile d'Henri Rivière (cf. plus bas à la section Bibliographie), L'Épopée de Caran d'Ache sur des poèmes musicaux de Georges Fragerolle.
Le Chat Noir fit des émules à Paris mais aussi en province : à Châteauroux, le Pierrot Noir, cabaret artistique et littéraire créé en 1897 par Maurice Brimbal, était doté d'un théâtre d'ombres dont le répertoire comportait des pièces du Chat Noir mais également des créations originales. Il connut un grand succès pendant son existence éphémère (1897-1911).

### Italie

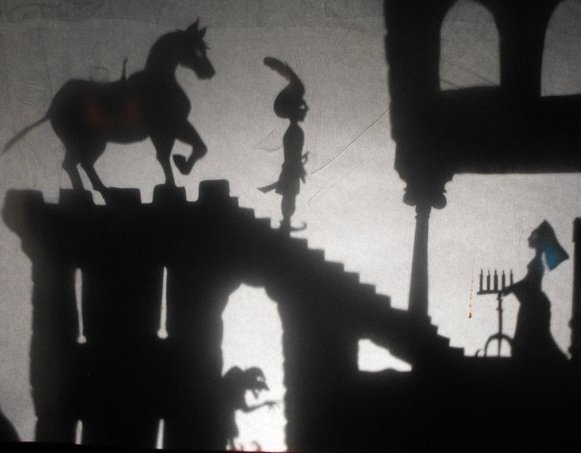
Un conte persan, extrait du spectacle Contes en Ombres de La Cie humpty-dumpty.

En Italie, le Musée de Precinema collezione Minici Zotti à Padoue abrite une collection de 70 ombres françaises comparables aux ombres employées dans le cabaret du Chat Noir, avec un théâtre original, plusieurs toiles de fond peintes et deux lanternes magiques pour projeter les scènes. Jusqu'à maintenant, les pièces de théâtre d'ombres identifiées sont : La Marche à l'étoile, Le Sphinx, L'Âge d'or et Le Carnaval de Venise. On croit que les théâtres ont été créés par le Prestidigitateur Alber à la fin du XIXe siècle.

### Belgique
En Belgique, plusieurs compagnies sont spécialisées dans cet art dont le Clair de Lune Théâtre et la Compagnie de l'Ombre.

### Allemagne
La réalisatrice de films d'animation allemande puis britannique Lotte Reiniger est une pionnière des films d'animation de silhouettes en Allemagne, au milieu des années 1920. Ses courts-métrages inspirés de contes, dont Les Aventures du prince Ahmed, firent sa réputation. Entièrement conçu de silhouettes de papier découpé, ce film est inspiré des contes des Mille et une nuits.

### Grèce
Le Karaghiosis est la forme traditionnelle du théâtre d'ombres grec. Il est directement inspiré du Karagöz turc.

### Turquie
Le Karagöz est la forme traditionnelle du théâtre d'ombres turc. Il fait partie du patrimoine culturel immatériel de l'humanité de l'UNESCO depuis 2009.